# Pastos
Os pastos são uma etnia originaria dos Andes, que habita no departamento de Nariño sudoeste da Colômbia e no Carchi, norte do Equador.
Se reconhecem como pastos as comunidades das terras indígenas de Mayasquer, Panan, Chiles, Cumbal, Cuaspud, Aldana, Ipiales, San Juan, Potosí, Males, Yaramal, Puerres, Funes, Iles, Imués, Calcán, Túquerres, Guaitarilla, Yascual, Guachaves, Mallama, Colimba, Muellamués, Guachucal, Pupiales, Santacruz y Sapuyes. Também algunas comunidades do Putumayo e Carchi.
Baseados em um vocabulário coletado em Muellamués, Tomás Hidalgo e Sergio Elías Ortiz propuseram uma estreita relação da língua dos pastos com a dos Awá (Cuaiquer) (awá pit  da família barbacoa), além de uma influência notória do quíchua, explicável pela contiguidade com o Império Inca, que mesmo temporariamente se instalou na região por volta de 1492 e construiu um forte, ainda visível, em Males, hoje município de Córdoba (Nariño).